# Tatra 201
Tatra 201 byl prototyp vozidla připravovaný kopřivnickou automobilkou Tatra. Automobily se chystaly v době, kdy se v továrně rozbíhala výroba Tatry 600 Tatraplan, a Tatry 201 z Tatraplanu vycházely. Vznikla celkem čtyři vozidla, a sice dodávkový automobil, pick-up, jenž měl dřevěnou ložnou plochu, a dvě sanitky.
Karoserii sanitek navrhovala společnost Karosa Vysoké Mýto, a to nejprve ve svém pobočném závodě v Rousínově. V polovině listopadu 1949 však byl úkol tamním konstruktérům odebrán a následně přidělen jinému pobočnému závodu Karosy, a sice z Jaroměře. Podobu prvního vozu se podařilo dokončit roku 1950 a během téhož roku začali konstruktéři pracovat na druhé sanitce, kterou v tomtéž roce nakonec také dokončili. Obě vozidla se od sebe vzájemně odlišovaly technickými detaily, kdy se například u staršího automobilu otevírala přední kapota bez blatníků, u mladšího i s nimi. Jedna ze sanitních úprav údajně po určitý čas převážela pacienty do závodní nemocnice v Ostravě-Vítkovicích. Ani jeden z modelů se však sériové výroby nedočkal.
Dochoval se však jeden prototyp Tatra 201, a to dodávka. Vlastní ji někdejší český skokan na lyžích Jakub Janda a parkuje ji ve Frenštátu pod Radhoštěm.

## Technický popis
Vozidla měla čtyřdobý zážehový motor umístěný vpředu. Motor byl typu T 600 a měl čtyři válce s celkovým objemem 1952 kubických centimetrů. Při 4000 otáčkách za minutu vykazoval výkon 52 koní. Mezi oběma nápravami mělo vozidlo rozvor 2700 milimetrů. Rozchod jak vpředu, tak vzadu činil 1300 milimetrů a světlá výška činila 220 milimetrů. Rozměrově se od sebe jednotlivá vozidla lišila:
| Typ     | Délka [mm] | Šířka [mm] | Výška [mm] |
| ------- | ---------- | ---------- | ---------- |
| dodávka | 4353       | 1670       | 1650       |
| pick-up | 4320       | 1670       | 1550       |
| sanitka | 4530       | 1700       | 1690       |

Automobily měly nádrž na 56 litrů paliva. Spotřeba činila 11 litrů na sto kilometrů trasy. Maximální rychlost dokázaly vyvinout do výše 95 kilometrů za hodinu. Sanitní verze se od ostatních odlišovaly i instalací zadních dveří širokých 1200 milimetrů. Vlastní sanitní prostor měl na délku 2070 milimetrů, šířku 1400 milimetrů (mezi zadními podběhy 1040 milimetrů) a na výšku 1130 milimetrů Při levé straně se nacházela dvě, nad sebou umístěná lehátka. Vpravo bylo rozkládací křeslo, jež umožňovalo v případě nutnosti změnu na provizorní třetí lehátko.